# فنسنت ريموند ستيوارت
فنسنت ريموند ستيوارت (بالإنجليزية: Vincent R. Stewart)‏ هو قائد عسكري أمريكي، ولد في القرن العشرين في كينغستون في جامايكا.